# Unione Sportiva Salernitana 1970-1971
Questa pagina raccoglie i dati riguardanti l'Unione Sportiva Salernitana nelle competizioni ufficiali della stagione 1970-1971.

## Stagione
La Salernitana si rinforza e prova a ritornare in Serie B, ingaggia come allenatore Domenico Rosati (che già aveva condotto i granata in cadetteria nella stagione 1965-1966), inoltre effettua svariati acquisti per rinforzare l'organico. 
La squadra parte molto bene vincendo le tre partite iniziali e portandosi in testa alla classifica; poi però le sconfitte esterne nel girone di ritorno costano caro ai granata e ne pregiudicano il risultato finale, dovendosi alla fine accontentare del secondo posto ad un solo punto dal Sorrento primo, che conquista la sua prima storica promozione in Serie B. 
Per la Salernitana Giancarlo Bianchini, con le sue 12 reti segnate, vinse il titolo di capocannoniere del girone.

## Divise
La maglia della Salernitana 1970-1971.
| Casa | Trasferta |

## Organigramma societario
Fonte
Area direttiva
- Presidente: Giuseppe Tedesco
- Segretario: Mario Lupo
- Direttore sportivo: Avv.Diego Cacciatore

Area tecnica
- Allenatore: Domenico Rosati
- Allenatore in seconda: Mario Saracino
- Magazziniere: Pasquale Sammarco

Area sanitaria
- Medico Sociale: William Rossi
- Massaggiatore: Bruno Carmando

## Rosa
Fonte
| N. |                   | Ruolo | Calciatore          |
| -- | ----------------- | ----- | ------------------- |
|    | Italia (bandiera) | P     | Fulvio De Maio      |
|    | Italia (bandiera) | P     | Giuseppe Valsecchi  |
|    | Italia (bandiera) | D     | Gennaro Olivieri    |
|    | Italia (bandiera) | D     | Gino Pigozzi        |
|    | Italia (bandiera) | D     | Luigi Raschi        |
|    | Italia (bandiera) | D     | Franco Rosati       |
|    | Italia (bandiera) | D     | Matteo Santucci     |
|    | Italia (bandiera) | D     | Vincenzo Urbani     |
|    | Italia (bandiera) | C     | Giancarlo Bianchini |
|    | Italia (bandiera) | C     | Fausto Daolio       |

| N. |                   | Ruolo | Calciatore          |
| -- | ----------------- | ----- | ------------------- |
|    | Italia (bandiera) | C     | William Horton      |
|    | Italia (bandiera) | C     | Enrico Pennati      |
|    | Italia (bandiera) | C     | Luciano Vatieri     |
|    | Italia (bandiera) | C     | Franco Viappiani    |
|    | Italia (bandiera) | A     | Camillo Baffi       |
|    | Italia (bandiera) | A     | Francesco Cianfrone |
|    | Italia (bandiera) | A     | Roberto Gambero     |
|    | Italia (bandiera) | A     | Mauro Pantani       |
|    | Italia (bandiera) | A     | Roberto Rigotto     |
|    | Italia (bandiera) | A     | Paolo Veronese      |

## Risultati

### Serie C

#### Girone di andata
| Viterbo 13 settembre 1970 1ª giornata                       | Viterbese | 0 – 2 referto             | Salernitana | Stadio Comunale |
| \| \| \| \| \| \| Marcatori \| 56’ Bianchini 69’ Rigotto \| |           |                           |             |                 |
|                                                             |           |                           |             |                 |
|                                                             | Marcatori | 56’ Bianchini 69’ Rigotto |             |                 |

| Salerno 20 settembre 1970 2ª giornata                                      | Salernitana | 2 – 1 referto  | Pro Vasto | Stadio Donato Vestuti |
| \| \| \| \| \| Rigotto 40’ Bianchini 84’ \| Marcatori \| 77’ Lo Vecchio \| |             |                |           |                       |
|                                                                            |             |                |           |                       |
| Rigotto 40’ Bianchini 84’                                                  | Marcatori   | 77’ Lo Vecchio |           |                       |

| Lecce 27 settembre 1970 3ª giornata             | Lecce     | 0 – 1 referto | Salernitana | Stadio Via del Mare |
| \| \| \| \| \| \| Marcatori \| 59’ Bianchini \| |           |               |             |                     |
|                                                 |           |               |             |                     |
|                                                 | Marcatori | 59’ Bianchini |             |                     |

| Torre Annunziata 4 ottobre 1970 4ª giornata | Savoia | 0 – 0 referto | Salernitana | Stadio Comunale |

| Salerno 11 ottobre 1970 5ª giornata | Salernitana | 0 – 0 referto | Acquapozzillo | Stadio Donato Vestuti |

| Salerno 18 ottobre 1970 6ª giornata           | Salernitana | 1 – 0 referto | Avellino | Stadio Donato Vestuti |
| \| \| \| \| \| Rigotto 82’ \| Marcatori \| \| |             |               |          |                       |
|                                               |             |               |          |                       |
| Rigotto 82’                                   | Marcatori   |               |          |                       |

| Napoli 25 ottobre 1970 7ª giornata                                                | Internapoli | 3 – 1 referto | Salernitana | Stadio Arturo Collana |
| \| \| \| \| \| Palcini 30’ Romano 37’ Cesaro 83’ \| Marcatori \| 21’ Bianchini \| |             |               |             |                       |
|                                                                                   |             |               |             |                       |
| Palcini 30’ Romano 37’ Cesaro 83’                                                 | Marcatori   | 21’ Bianchini |             |                       |

| Salerno 1º novembre 1970 8ª giornata            | Salernitana | 1 – 0 referto | Crotone | Stadio Donato Vestuti |
| \| \| \| \| \| Bianchini 24’ \| Marcatori \| \| |             |               |         |                       |
|                                                 |             |               |         |                       |
| Bianchini 24’                                   | Marcatori   |               |         |                       |

| Matera 8 novembre 1970 9ª giornata                                        | Matera    | 1 – 2 referto               | Salernitana | Stadio XXI Settembre |
| \| \| \| \| \| Carella 76’ \| Marcatori \| 19’ Cianfrone 82’ Bianchini \| |           |                             |             |                      |
|                                                                           |           |                             |             |                      |
| Carella 76’                                                               | Marcatori | 19’ Cianfrone 82’ Bianchini |             |                      |

| Salerno 15 novembre 1970 10ª giornata                 | Salernitana | 0 – 1 referto       | Brindisi | Stadio Donato Vestuti |
| \| \| \| \| \| \| Marcatori \| 31’ (aut.) Olivieri \| |             |                     |          |                       |
|                                                       |             |                     |          |                       |
|                                                       | Marcatori   | 31’ (aut.) Olivieri |          |                       |

| Salerno 22 novembre 1970 11ª giornata         | Salernitana | 1 – 0 referto | Chieti | Stadio Donato Vestuti |
| \| \| \| \| \| Rigotto 27’ \| Marcatori \| \| |             |               |        |                       |
|                                               |             |               |        |                       |
| Rigotto 27’                                   | Marcatori   |               |        |                       |

| Potenza 29 novembre 1970 12ª giornata                      | Potenza   | 0 – 2 referto            | Salernitana | Stadio Alfredo Viviani |
| \| \| \| \| \| \| Marcatori \| 42’ Daolio 47’ Bianchini \| |           |                          |             |                        |
|                                                            |           |                          |             |                        |
|                                                            | Marcatori | 42’ Daolio 47’ Bianchini |             |                        |

| Salerno 6 dicembre 1970 13ª giornata | Salernitana | 0 – 0 referto | Sorrento | Stadio Donato Vestuti |

| Cosenza 13 dicembre 1970 14ª giornata                                     | Cosenza   | 1 – 2 referto                  | Salernitana | Stadio San Vito |
| \| \| \| \| \| Lodi 90’ \| Marcatori \| 27’ (rig.) Rigotto 42’ Pantani \| |           |                                |             |                 |
|                                                                           |           |                                |             |                 |
| Lodi 90’                                                                  | Marcatori | 27’ (rig.) Rigotto 42’ Pantani |             |                 |

| Salerno 20 dicembre 1970 15ª giornata                                         | Salernitana | 2 – 1 referto       | Messina | Stadio Donato Vestuti |
| \| \| \| \| \| Bianchini 4’ Daolio 50’ \| Marcatori \| 28’ (aut.) Olivieri \| |             |                     |         |                       |
|                                                                               |             |                     |         |                       |
| Bianchini 4’ Daolio 50’                                                       | Marcatori   | 28’ (aut.) Olivieri |         |                       |

| Pescara 3 gennaio 1971 16ª giornata | Pescara | 0 – 0 referto | Salernitana | Stadio Adriatico |

| Salerno 10 gennaio 1971 17ª giornata            | Salernitana | 1 – 0 referto | Barletta | Stadio Donato Vestuti |
| \| \| \| \| \| Bianchini 84’ \| Marcatori \| \| |             |               |          |                       |
|                                                 |             |               |          |                       |
| Bianchini 84’                                   | Marcatori   |               |          |                       |

| Martina Franca 17 gennaio 1971 18ª giornata | Martina   | 1 – 0 referto | Salernitana | Stadio Comunale |
| \| \| \| \| \| Zizzi 25’ \| Marcatori \| \| |           |               |             |                 |
|                                             |           |               |             |                 |
| Zizzi 25’                                   | Marcatori |               |             |                 |

| Enna 24 gennaio 1971 19ª giornata                          | Enna      | 1 – 1 referto | Salernitana | Stadio Generale Gaeta |
| \| \| \| \| \| Scarfò 27’ \| Marcatori \| 11’ Bianchini \| |           |               |             |                       |
|                                                            |           |               |             |                       |
| Scarfò 27’                                                 | Marcatori | 11’ Bianchini |             |                       |

#### Girone di ritorno
| Salerno 31 gennaio 1971 20ª giornata       | Salernitana | 1 – 0 referto | Viterbese | Stadio Donato Vestuti |
| \| \| \| \| \| Baffi 9’ \| Marcatori \| \| |             |               |           |                       |
|                                            |             |               |           |                       |
| Baffi 9’                                   | Marcatori   |               |           |                       |

| Vasto 7 febbraio 1971 21ª giornata | Pro Vasto | 0 – 0 referto | Salernitana | Stadio Aragona |

| Salerno 14 febbraio 1971 22ª giornata                                       | Salernitana | 2 – 2 referto            | Lecce | Stadio Donato Vestuti |
| \| \| \| \| \| Pantani 22’, 62’ \| Marcatori \| 19’ Crispino 42’ Fiaschi \| |             |                          |       |                       |
|                                                                             |             |                          |       |                       |
| Pantani 22’, 62’                                                            | Marcatori   | 19’ Crispino 42’ Fiaschi |       |                       |

| Salerno 21 febbraio 1971 23ª giornata                                         | Salernitana | 3 – 1 referto | Savoia | Stadio Donato Vestuti |
| \| \| \| \| \| Baffi 5’ Daolio 58’ Horton 61’ \| Marcatori \| 84’ Poggiali \| |             |               |        |                       |
|                                                                               |             |               |        |                       |
| Baffi 5’ Daolio 58’ Horton 61’                                                | Marcatori   | 84’ Poggiali  |        |                       |

| Acireale 19 marzo 1971 24ª giornata        | Acquapozzillo | 1 – 0 Recupero referto | Salernitana | Stadio comunale |
| \| \| \| \| \| Panza 4’ \| Marcatori \| \| |               |                        |             |                 |
|                                            |               |                        |             |                 |
| Panza 4’                                   | Marcatori     |                        |             |                 |

| Avellino 7 aprile 1971 25ª giornata | Avellino | 0 – 0 Recupero referto | Salernitana | Stadio Comunale |

| Salerno 14 marzo 1971 26ª giornata                   | Salernitana | 1 – 0 referto | Internapoli | Stadio Donato Vestuti |
| \| \| \| \| \| Pantani 84’ (rig.) \| Marcatori \| \| |             |               |             |                       |
|                                                      |             |               |             |                       |
| Pantani 84’ (rig.)                                   | Marcatori   |               |             |                       |

| Crotone 28 marzo 1971 27ª giornata | Crotone | 0 – 0 referto | Salernitana | Stadio Ezio Scida |

| Salerno 4 aprile 1971 28ª giornata            | Salernitana | 1 – 0 referto | Matera | Stadio Donato Vestuti |
| \| \| \| \| \| Rigotto 90’ \| Marcatori \| \| |             |               |        |                       |
|                                               |             |               |        |                       |
| Rigotto 90’                                   | Marcatori   |               |        |                       |

| Brindisi 12 aprile 1971 29ª giornata               | Brindisi  | 1 – 0 referto | Salernitana | Stadio Comunale |
| \| \| \| \| \| Renna 66’ (rig.) \| Marcatori \| \| |           |               |             |                 |
|                                                    |           |               |             |                 |
| Renna 66’ (rig.)                                   | Marcatori |               |             |                 |

| Chieti 18 aprile 1971 30ª giornata           | Chieti    | 1 – 0 referto | Salernitana | Stadio Comunale |
| \| \| \| \| \| Calisti 5’ \| Marcatori \| \| |           |               |             |                 |
|                                              |           |               |             |                 |
| Calisti 5’                                   | Marcatori |               |             |                 |

| Salerno 25 aprile 1971 31ª giornata                       | Salernitana | 2 – 0 referto | Potenza | Stadio Donato Vestuti |
| \| \| \| \| \| Gambero 16’ Rigotto 76’ \| Marcatori \| \| |             |               |         |                       |
|                                                           |             |               |         |                       |
| Gambero 16’ Rigotto 76’                                   | Marcatori   |               |         |                       |

| Sorrento 2 maggio 1971 32ª giornata             | Sorrento  | 1 – 0 referto | Salernitana | Stadio Italia |
| \| \| \| \| \| Sportiello 4’ \| Marcatori \| \| |           |               |             |               |
|                                                 |           |               |             |               |
| Sportiello 4’                                   | Marcatori |               |             |               |

| Salerno 9 maggio 1971 33ª giornata                                           | Salernitana | 4 – 0 referto | Cosenza | Stadio Donato Vestuti |
| \| \| \| \| \| Rigotto 32’, 89’ Pantani 34’ Bianchini 80’ \| Marcatori \| \| |             |               |         |                       |
|                                                                              |             |               |         |                       |
| Rigotto 32’, 89’ Pantani 34’ Bianchini 80’                                   | Marcatori   |               |         |                       |

| Messina 16 maggio 1971 34ª giornata                         | Messina   | 0 – 2 referto             | Salernitana | Stadio Giovanni Celeste |
| \| \| \| \| \| \| Marcatori \| 52’ Gambero 67’ Bianchini \| |           |                           |             |                         |
|                                                             |           |                           |             |                         |
|                                                             | Marcatori | 52’ Gambero 67’ Bianchini |             |                         |

| Salerno 23 maggio 1971 35ª giornata                      | Salernitana | 2 – 0 referto | Pescara | Stadio Donato Vestuti |
| \| \| \| \| \| Pantani 2’ Gambero 71’ \| Marcatori \| \| |             |               |         |                       |
|                                                          |             |               |         |                       |
| Pantani 2’ Gambero 71’                                   | Marcatori   |               |         |                       |

| Barletta 30 maggio 1971 36ª giornata                                    | Barletta  | 2 – 1 referto | Salernitana | Stadio Comunale |
| \| \| \| \| \| Veronese 2’ Roccotelli 71’ \| Marcatori \| 52’ Daolio \| |           |               |             |                 |
|                                                                         |           |               |             |                 |
| Veronese 2’ Roccotelli 71’                                              | Marcatori | 52’ Daolio    |             |                 |

| Salerno 6 giugno 1971 37ª giornata                       | Salernitana | 1 – 1 referto | Martina | Stadio Donato Vestuti |
| \| \| \| \| \| Rosati 55’ \| Marcatori \| 81’ Lanzone \| |             |               |         |                       |
|                                                          |             |               |         |                       |
| Rosati 55’                                               | Marcatori   | 81’ Lanzone   |         |                       |

| Pozzuoli 13 giugno 1971 38ª giornata         | Salernitana | 1 – 0 Campo neutro referto | Enna | Stadio Comunale |
| \| \| \| \| \| Pantani 9’ \| Marcatori \| \| |             |                            |      |                 |
|                                              |             |                            |      |                 |
| Pantani 9’                                   | Marcatori   |                            |      |                 |

## Statistiche

### Statistiche di squadra
| Competizione | Punti | In casa | In casa | In casa | In casa | In casa | In casa | In trasferta | In trasferta | In trasferta | In trasferta | In trasferta | In trasferta | Totale | Totale | Totale | Totale | Totale | Totale | DR  |
| Competizione | Punti | G       | V       | N       | P       | Gf      | Gs      | G            | V            | N            | P            | Gf           | Gs           | G      | V      | N      | P      | Gf     | Gs     | DR  |
| ------------ | ----- | ------- | ------- | ------- | ------- | ------- | ------- | ------------ | ------------ | ------------ | ------------ | ------------ | ------------ | ------ | ------ | ------ | ------ | ------ | ------ | --- |
| Serie C      | 50    | 19      | 14      | 4       | 1       | 26      | 7       | 19           | 6            | 6            | 7            | 14           | 13           | 38     | 20     | 10     | 8      | 40     | 20     | +20 |

### Andamento in campionato
| Giornata  | 1 | 2 | 3 | 4 | 5 | 6 | 7 | 8 | 9 | 10 | 11 | 12 | 13 | 14 | 15 | 16 | 17 | 18 | 19 | 20 | 21 | 22 | 23 | 24 | 25 | 26 | 27 | 28 | 29 | 30 | 31 | 32 | 33 | 34 | 35 | 36 | 37 | 38 |
| --------- | - | - | - | - | - | - | - | - | - | -- | -- | -- | -- | -- | -- | -- | -- | -- | -- | -- | -- | -- | -- | -- | -- | -- | -- | -- | -- | -- | -- | -- | -- | -- | -- | -- | -- | -- |
| Luogo     | T | C | T | T | C | C | T | C | T | C  | C  | T  | C  | T  | C  | T  | C  | T  | T  | C  | T  | C  | C  | T  | T  | C  | T  | C  | T  | T  | C  | T  | C  | T  | C  | T  | C  | C  |
| Risultato | V | V | V | N | N | V | P | V | V | P  | V  | V  | N  | V  | V  | N  | V  | P  | N  | V  | N  | N  | V  | P  | N  | V  | N  | V  | P  | P  | V  | P  | V  | V  | V  | P  | N  | V  |

Legenda:

Luogo: C = Casa; T = Trasferta. Risultato: V = Vittoria; N = Pareggio; P = Sconfitta.

### Statistiche dei giocatori
Fonte
| Giocatore    | Serie C  | Serie C | Serie C     | Serie C    |
| Giocatore    | Presenze | Reti    | Ammonizioni | Espulsioni |
| ------------ | -------- | ------- | ----------- | ---------- |
| C. Baffi     | 8        | 2       | ?           | ?          |
| G. Bianchini | 33       | 12      | ?           | ?          |
| F. Cianfrone | 26       | 1       | ?           | ?          |
| F. Daolio    | 32       | 4       | ?           | ?          |
| F. De Maio   | 0        | -0      | 0           | 0          |
| R. Gambero   | 8        | 3       | ?           | ?          |
| W. Horton    | 17       | 1       | ?           | ?          |
| G. Olivieri  | 35       | 0       | ?           | ?          |
| M. Pantani   | 32       | 7       | ?           | ?          |
| E. Pennati   | 8        | 0       | ?           | ?          |
| G. Pigozzi   | 14       | 0       | ?           | ?          |
| L. Raschi    | 27       | 0       | ?           | ?          |
| R. Rigotto   | 35       | 9       | ?           | ?          |
| F. Rosati    | 37       | 1       | ?           | ?          |
| M. Santucci  | 38       | 0       | ?           | ?          |
| V. Urbani    | 33       | 0       | ?           | ?          |
| G. Valsecchi | 38       | -20     | ?           | ?          |
| L. Vatieri   | 7        | 0       | ?           | ?          |
| P. Veronese  | 21       | 0       | ?           | ?          |
| F. Viappiani | 21       | 0       | ?           | ?          |

## Giovanili

### Organigramma
Fonte
- Allenatore Berretti: Mario Saracino

### Piazzamenti
- Berretti:
  - Campionato: